# 3-Octin
3-Octin ist eine chemische Verbindung aus der Gruppe der Alkine. Sie besitzt das Grundgerüst des Octans mit einer C-C-Dreifachbindung an der 3-Position.